# Першозвановка (Луганская область)
Першозвановка (укр. Першозванівка, используется также вариант Первозвановка) — село в Лутугинском районе Луганской области Украины. Под контролем самопровозглашённой Луганской Народной Республики. Административный центр Першозвановского сельского совета.

## География
Село расположено на реке под названием Луганчик. Соседние населённые пункты: Пятигоровка, Верхняя Ореховка, Петро-Николаевка, Новофёдоровка (все четыре выше по течению Луганчика), а также Карла Либкнехта, на западе, Переможное на северо-западе, Андреевка, Красное (ниже по течению Луганчика) на северо-востоке, посёлок Семейкино на востоке, Глубокое и Красный Яр на юго-востоке.

## Население
Население по переписи 2001 года составляло 1075 человек.

## Религия
В селе находится Свято-Андреевский (Андрея Первозванного) мужской монастырь в юрисдикции РПЦ (УПЦ МП).

## Общие сведения
Почтовый индекс — 92030. Телефонный код — 6436. Занимает площадь 5,471 км².

## Местный совет
92030, Луганская обл., Лутугинский р-н, с. Першозвановка, ул. Ленина, 46; тел. 99-6-43